# ديفيد هارفي (لاعب كرة قدم)
ديفيد هارفي (بالإنجليزية: David Harvey)‏ (7 فبراير 1948 بليدز في المملكة المتحدة - ) هو مدرب كرة قدم ولاعب كرة قدم بريطاني في مركز حراسة المرمى، شارك في كأس العالم 1974. وشارك مع منتخب اسكتلندا لكرة القدم. أما مع النوادي، فقد لعب مع برادفورد سيتي ودرودا يونايتد وليدز يونايتد ونادي بارتيك ثيسل وفانكوفر وايتكابس وويتبي تاون ‏ ونادي هاروجيت تاون ونادي غرينوك مورتون.

## مسيرته الكروية
لعب ديفيد هارفي خلال مسيرته الاحترافية مع 3 أندية في اثنين وعشرين موسمًا ولم يسجل خلالها أي هدف ضمن 375 مباراة. حيث فاز في موسم واحد بالكأس وفي موسمين بالدوري.
خاض ديفيد هارفي مسيرته مع نادي ليدز يونايتد في موسم 1965–66 في المرة الأولى ليلعب معه خمسة عشر موسمًا ثم في موسم 1982–83 واستمر معه طيلة ثلاثة مواسم، مشاركًا طوالها في 350 مباراة ولم يسجل أي هدف. ثم انتقل إلى فانكوفر وايتكابس في موسم 1980 واستمر معه طيلة ثلاثة مواسم، حيث شارك في 19 مباراة ولم يسجل أي هدف أيضًا. لينتقل بعدها إلى نادي برادفورد سيتي في موسم 1984–85 لمدة موسم واحد، مشاركًا في 6 مباريات ولم يسجل أي هدف أيضًا.

## وصلات خارجية
- دايفيد هارفي على موقع الاتحاد الدولي (مؤرشف)  (الإنجليزية)
- دايفيد هارفي على موقع الاتحاد الإسكتلندي (الإنجليزية)
- دايفيد هارفي على موقع قاعدة بيانات كرة القدم.إي يو (الإنجليزية)
- دايفيد هارفي على موقع ناشيونال فوتبول تيمز (الإنجليزية)